# Mesopotamia Express
Mesopotamia Express är ett turisttåg i Turkiet, som under säsong körs i Anatolien mellan Ankara och Diyarbarkir av det statliga järnvägsbolaget TCDD (Türkiye Cumhuriyeti Devlet Demiryolları). Det går samma sträcka som tåget Güney Kurtalant Express, som gör 52 korta uppehåll på vägen. Mesopotamia Express går mer sällan, gör endast ett fåtal – men längre – uppehåll, och är lyxigare och avsevärt dyrare. Tåget är en uppföljare till turisttåget Turist-Dogu Express mellan Ankaras järnvägsstation och Kars, som körts sedan 2019. 
Mesopotamia Express introducerades 2024. Det första tåget avgick från Ankara den 19 april och det tredje och sista för säsongen gick i juni. Tågen gör uppehåll i östlig riktning i Kayseri och Malatya, och i västlig riktning i Elazig, Malatya och Kayseri.
Sträckan är 1 051 kilometer och går över ett bergslandskap med flera av Turkiets kända historiska orter. Mesopotamia Express tar upp till 180 passagerare i nio sovvagnar. Restiden är omkring ett dygn, inklusive uppehållen.